# 友松栄
友松 栄（ともまつ　さかえ、1977年8月16日 - ）は、日本の俳優である。群馬県出身。地球儀所属。以前はスターダス・21に所属していた。
身長162cm。体重75kg。趣味はサイクリング、読書。特技は柔道（初段）、オリジナルダンス。

## 出演

### 映画
- 「いま、殺りにゆきます」(2012年)
- 「山守クリップ工場の辺り」(2013年)　主演　小暮役　監督：池田暁
- 「闇金ウシジマくん２」(2014年)　責務者役　監督：山口雅俊
- 「トリック 劇場版 ラストステージ」(2014年)　監督：堤幸彦
- 「闇金ドッグス」(2015)　野村義一役　監督：土屋哲彦
- 「劇場版　東京伝説　恐怖の人間地獄」(2015年)　変質者役　監督:千葉誠治
- 「うろんなところ」 (2017年)　馬場一郎役　監督：池田暁
- 「猫忍」(2017年)　監督：渡辺武
- 「平らな和」(2019)　監督：小山亮太
- 「きまじめ楽隊のぼんやり戦争」（2021年3月公開予定）　監督：池田暁
- 内定代行（2025年）[2]

### 舞台
- 「SYMPHONY」（2003年・東京オレンジ・こまばアゴラ劇場）
- 「RESTAURANT たぶち」（2005年・LIVES・新宿サンモールスタジオ）
- 「おしっこのはなし」（2005年・ブラジル・新宿サンモールスタジオ）
- 「ROPPONGI NIGHTS 2006」（ 2006年・LIVES・池袋シアターグリーンBOXinBOX）
- 「夏の唄」（2006年・LIVES・池袋シアターグリーンBOXinBOX）
- 「結婚クリスマス」（2006年・LIVES・池袋シアターグリーンBOXinBOX）
- 「センチメンタル★草津」（2007年・ブラジル・お台場SHOW-Geki場）
- 「恋の妖精」（2008年・LIVES・笹塚ファクトリー）
- 「夢～池袋ミッドナイツ～」（2008年・LIVES・池袋シアターグリーンBIGTREE）
- 「Dear MyHero」（2008年・LIVES・中野・ザ・ポケット）
- 「寸劇役者に花束を―秋の唄2008―」（2008年・LIVES・笹塚ファクトリー）
- 「せんせい」（2010年・LIVES・池袋シアターグリーンBOXinBOX）
- 「恋の妖精」（2008年・LIVES・笹塚ファクトリー）
- 「ROPPONGI NIGHTS 2009」（2009年・LIVES・吉祥寺シアター）
- 「となりのスズ」（2009年・カブ）牛乳や・シアターシャイン）
- 「ドラゴンテイル2」（2010年・カブ）牛乳や・下北沢小劇場楽園）
- 「ROMEOandTOILET」（2010年・開幕ペナントレース・札幌公演）
- 「アントンとチェーホフの桜の園」（2011年・開幕ペナントレース・アサヒ・アートスクエア）
- 「モロッコの光」（2011年・ローカルトークス・下北沢Geki地下Liberty）
- 「イエスタデイ」（2012年・ブラジル・座・高円寺１）
- 「現代俳優論」（2012年・ローカルトークス・渋谷ギャラリー・ル・デコ５）
- 「週末たち」（2012年・MU・COREDO-NOGIZAKA）
- 「栄え」（2013年・MCR・下北沢劇場）
- 「ハッピーターン」（2024年・劇団チリ・コトブキヤホール）[3]

### テレビドラマ
- 「金曜よる8時は時代活劇」（2008年・NHK BSプレミアム）
- 「華和家の四姉妹」（2011年・TBS）
- 大河ドラマ「平清盛」（2012年・NHK総合）
- 「リーガルハイ2」　役:赤松義文　（2013年・フジテレビ）
- HK特集ドラマ「生きたい　たすけたい」（ 2014年・NHK）
- 大人番組リーグ「お先にどうぞ」（2014年・WOWOWプライム）
- 「玉川区役所　OF THE DEAD」（2014年・テレビ東京）
- 世にも奇妙な物語25周年記念！秋の2週連続SP映画監督編「～嘘が生まれた日～」　義雄役　（2015年・フジテレビ）
- 「火花」（2016年・NETFLIX）
- 「ナイトヒーローNAOTO」（2016年・テレビ東京）
- 「キャリア」（2016年・フジテレビ）
- 「スモーキング」（2018年・テレビ東京）
- 「ブスだってI LOVE YOU」（2018年・テレビ朝日）
- 「相棒」（テレビ朝日）
  - 「season17 テレビ朝日開局60周年記念 元日スペシャル」（2019年）
  - 「season18」（2020年）
  - 「season21」（2022)
- 「家政婦のミタゾノ」（2019年・テレビ朝日）
- 「笑顔、届けます！全国ハッピーニュース2019」（2019年・BS-TBS）
- 「頭取　野崎修平」（2020年・WOWOW）
- 「らせんの迷宮〜DNA科学捜査〜」第5話（2021年11月12日・テレビ東京） - 守山晋 役
- 「婚活探偵」 第1話（2022年1月8日、BSテレ東） - 浮気夫 役

### CM
- 大森屋　「緑黄色野菜ふりかけ」（2018年）
- セキスイハイム東海　「戦国時代篇」（2019年）
- エバラ　「プチッと鍋　鍋になる寄せ鍋」篇（2019年）